# Claes Schütz
Claes Schütz (Nicolaus, Niklas, Nils) (Schutz, Schütt), född 1643 i Stockholm, död 16 mars 1664 i Stockholm, var en svensk skeppsbildhuggare.

## Biografi
Claes Schütz var son till amiralitetsbildhuggaren Jost (Joost) Schütz och från 1669 gift med Christina Nilsdotter samt bror till Henrik Schütz. Han var huvudsakligen anlitad som bildhuggare vid Skeppsholmsvarvet i Stockholm men sändes 1667 av amiralitetskollegiet till Karlshamn för att utföra bildhuggeriarbeten på skeppet Venus innan varvsrörelsen lades ner i Karlshamn och man antar att han samtidigt utförde arbeten på andra skepp som då låg i Karlshamns hamn. När han återvände till Stockholm övertog han sin fars verkstad men han avled bara några månader efter sin far så verksamheten som fri bildhuggare blev kortvarig. För Björklinge kyrka utförde han 1673 arbeten på predikstolen och färdigställde ett nytt korskrank. Bland hans elever räknas Caspar Schröder som gjorde sina första lärospån vid Schütz verkstad.